# Diomedeslira
Diomedeslira (Calonectris diomedea) är en havsfågel i familjen liror med omtvistad taxonomi. Den tillhör tillsammans med gulnäbbad lira (Calonectris borealis) och större kapverdelira (Calonectris edwardsii) ett komplex som länge behandlats som en art, som då bar trivialnamnet "gulnäbbad lira". Efter studier som visar på genetiska skillnader samt skillnader i beteende, läten och utseende urskiljs de numera oftast som egna arter. Att utanför häckningstid skilja på gulnäbbad lira och diomedeslira i fält kan vara mycket svårt och är inte alltid möjligt. Endast ett fynd i Sverige av fåglar i komplexet har säkert kunnat bestämmas till diomedeslira.

## Kännetecken

### Utseende
Diomedeslira är en stor lira, ungefär som en silltrut, och mäter 45-48 centimeter. Den har långa vingar med en vingbredd på 100–125 centimeter som är karakteristiskt vinklade där armen går snett framåt och handen snett bakåt vilket gör att karpalleden är väl markerad. Handen är också proportionellt större än hos större lira (Puffinus gravis). Den håller vingen lätt eller tydligt kupad. Den har ett ganska stort och runt huvud med en proportionellt stor, ljusgul näbb med ett svart band nära näbbspetsen. Att den har ljus näbb kan ofta ses på mycket långt avstånd.
Ovansidan är gråbrun där handen oftast ter sig mörkare och huvudet är ljusgrått och saknar tydliga kontraster förutom en mörk ögontrakt. Stjärtspetsen är mörk och avgränsas av ett vitt band på övergumpen. Detta vita band är dock olika mycket tydligt hos olika fåglar till skillnad från exempelvis större lira där strecket är mycket tydligt. Den har grå bröstsida och undersidan är vit. Undersidan av stjärten och vingundersidorna ramas in av tydliga svarta kanter. 

### Morfologiska skillnader inom komplexet "gulnäbbad lira"
Gulnäbbad lira (C. borealis) är större och har en grövre och gulare näbb än diomedesliran (C. diomedea). Den senare är mindre till storleken har en smalare, gråare näbb, ljusare huvud och mindre svart på handens vingundersida. Överlappning mellan arterna vad gäller storlek och även mängden vitt på vingundersidan av handen förekommer dock. Större kapverdelira (C. edwardsii) skiljer sig från de båda andra i storlek, form, färg och läte. Den är mindre och smalare, har en mörkgrå näbb och mörkare ovan- och undersida än de båda andra taxonen. Dess flykt liknar mer andra mindre lirors då den har stelare vingslag.

### Flykt
Med undantag från gulnäbbade lira, skiljer sig diomedeslirans flykt då den är långsam och lugn i förhållande till andra liror och stormfågeln och den ser ut att, trots mycket hård vind, ha full kontroll över sin flykt. Till stora delar glidflyger den (även i lätt vind) med utsträckta vingar tätt utefter vattnet och bara sällan avbryts glidflykten av korta serier med lugna vingslag. Vingslagen är mjukare än hos många andra mindre liror vilket gör att den i flykten kan påminna om en ung trut.

### Läte
Vid skymning och gryning är den mycket högljudd vid sina kolonier. Den har rullande grodliknande läten och kråkkraxningar och även nasala gnälliga läten. Lätena skiljer sig mellan könen, där honans är mörkare. Jämfört med gulnäbbad lira är diomedeslirans läten tvåstaviga, ej trestaviga. Individer verkar kunna känna igen sina partners på lätet.

## Utbredning och systematik
Diomedeslira häckar på branta kuster i Medelhavet. På sensommaren upplöses kolonierna och fåglarna flyger åt väster och norr. Kring oktober-november flyttar merparten till tropiska delar av främst östra Sydatlanten, och många övervintrar i havsområden utanför Kapprovinsen i Sydafrika. 

### Förekomst i Sverige
Både gulnäbbad lira och diomedeslira förekommer i svenska vatten. Individer ur komplexet "gulnäbbad lira" ses sällan men är i det närmaste årsvis, främst under perioden juni till oktober, kring Sveriges södra och västra kuster. Första rapporten är från Hönö i Bohuslän 8 oktober 1971. Endast ett fynd har bestämts till diomedeslira, utanför Kullaberg i Skåne 14 september 2022. På samma lokal gjordes även det hittills enda säkra fyndet av gulnäbbad lira i begränsad mening, 15/8 2021, men det bedöms som troligast att de allra flesta fåglar rör sig om denna art.

### Artstatus
Fram tills nyligen behandlades gulnäbbad lira och diomedeslira som underarter till en och samma art, gulnäbbad lira (Calonectris diomedea). Studier har dock visat på skillnader i kärn-DNA som visar att de är reproduktivt isolerade. De skiljer sig även i mitokondrie-DNA, födosöksstrategier, läte och morfologi. I och med artuppdelningen flyttades det svenska trivialnamnet gulnäbbad lira över till taxonet borealis istället. Även större kapverdelira (C. edwardsii) har tidigare behandlats som underart till diomedea.

## Ekologi

### Häckning
Diomedeslira häckar i kolonier och dess bo läggs direkt på marken, bland stenblock eller mer sällan i en håla. Den lägger ett vitt ägg som den uppsöker om natten för att ruva. Detta beteende tror man har utvecklats för att den i möjligaste mån ska undvika predation från främst trutar.

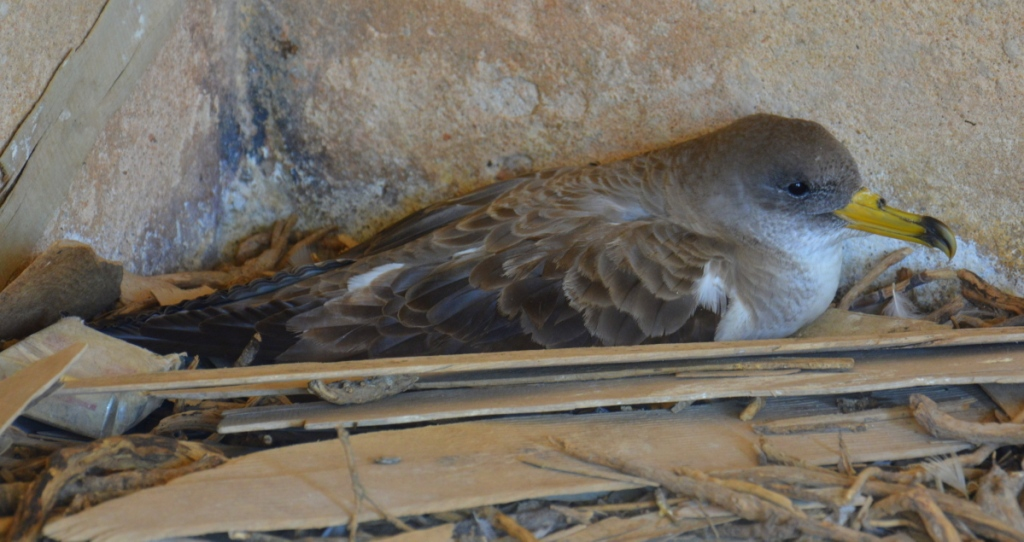
Häckande diomedeslira på ön Zembra i Tunisien.

### Föda och födosök
Diomedeslira äter småfisk, kräftdjur och bläckfisk, ofta liggande på vattnet sänker de ner huvudet under vattnet för att plocka åt sig av den aktivt simmande födan.

## Status och hot
Internationella naturvårdsunionen IUCN kategoriserar diomedeslira som livskraftig. Den minskar tydligt i antal, dock inte tillräckligt kraftigt för att den kan ses som hotad. Världspopulationen tros bestå av 285 000–446 000 par.

## Diomedesliran och människan

### Myter och folktro
Det har föreslagits att komplexet "gulnäbbad lira" är upphovet till det mytiska flygande andeväsendet harpya, som den bland annat beskrivits av Homeros och Vergilius.

### Namn
Fågeln kallades tidigare scopolilira på svenska, en direktöversättning av engelskans Scopoli's Shearwater. Namnet hedrar den italienske naturforskaren Giovanni Antonio Scopoli som beskrev arten 1789. I juni 2025 blev den tilldelad det nya namnet diomedeslira av BirdLife Sveriges taxonomikommitté, inspirerat på det vetenskapliga namnet diomedea som i sin tur syftar på Diomedes i den grekiska mytologin. Äldre vetenskapliga namn är Puffinus diomedea, Puffinus kuhlii, Procellaria diomedea och den har även kallats Kuhls lira.